# Arrondissement Gourdon
Arrondissement Gourdon (fr. Arrondissement de Gourdon) je správní územní jednotka ležící v departementu Lot a regionu Midi-Pyrénées ve Francii. Člení se dále na devět kantonů a 85 obcí.

## Kantony
- Gourdon
- Gramat
- Labastide-Murat
- Martel
- Payrac
- Saint-Germain-du-Bel-Air
- Salviac
- Souillac
- Vayrac